# Furcula renigera
Furcula renigera är en fjärilsart som beskrevs av Bubacek. 1924. Furcula renigera ingår i släktet Furcula och familjen tandspinnare. Inga underarter finns listade i Catalogue of Life.